# Haylie Duff
Haylie Katherine Duff (Houston (Texas), 19 februari 1985) is een Amerikaans actrice en zangeres. Ze is de oudere zus van Hilary Duff.
Ze speelde in verschillende afleveringen van de televisie-serie Lizzie McGuire mee waarin haar zus Hilary de hoofdrol speelde. Ze was ook van de partij in verschillende andere televisieseries waaronder That's So Raven (geproduceerd en uitgezonden door Disney Channel), Joan of Arcadia, American Dreams, Boston Public, en Chicago Hope. Ze vervulde de rol van Summer in de film Napoleon Dynamite uit 2004. In 2005 is ze toegetreden tot de acteurs van de serie 7th Heaven. In het jaar 2006 heeft ze samen met haar zus Hilary in een film gespeeld, Material Girls. Ze hebben het nummer 'Material Girl' gecoverd van Madonna, het nummer is echter niet uitgebracht als single. In 2006 heeft Haylie op Broadway gestaan, in de musical Hairspray.

## Muziek
Voor het album van haar zusje genaamd Metamorphosis schreef ze de nummers "Sweet Sixteen" en "Inner Strength". Samen met Hilary zingt ze het liedje "Our Lips Are Sealed". Haylie Duff heeft een muziekgroepje genaamd Inventing Venus.